# 全俄罗斯苏维埃代表大会
全俄罗斯苏维埃代表大会是1918年至1936年俄罗斯苏维埃社会主义联邦共和国的最高统治机关。1918年苏俄宪法规定，全俄苏维埃代表大会每年至少要召开两次，其职责是确立和修改宪法，以及批准和平条约。十月革命前，全俄苏维埃代表大会和临时政府并存，形成了双重政权的局面。临时政府被推翻后，全俄苏维埃代表大会成为俄国唯一的、最高的统治机关。需要注意的是，这个代表大会与1922年苏联成立后统治整个苏联的苏联苏维埃代表大会并不是同一个机关。
全俄苏维埃代表大会由市苏维埃代表（每25000名选民一名代表）和省（州）、自治共和国苏维埃代表（每125000名选民一名代表）组成，采用间接选举制。俄国各地有上百个地方苏维埃，是当地居民可以参加的地方民主统治机关。全俄苏维埃代表由各地方苏维埃选举产生，并掌握国家权力、做出最高决策。在早期，全俄苏维埃代表大会是一个多党民主的机关，有若干个政党参与，每个政党都在争取增加自己在苏维埃中的影响力。然而，随着俄国内战的发展，苏维埃的权威逐渐被削弱，斯大林主义的兴起则有效地巩固了这一局面，并最终将全俄苏维埃代表大会变成了一个玩偶议会。
全俄苏维埃代表大会独有的权力包括选举全俄中央执行委员会、通过苏俄宪法及其修正案、批准中央执行委员会提出的议案、批准各自治共和国的宪法。在其他议题上，全俄苏维埃代表大会和中央执行委员会拥有同等的权力。1936-1937年宪法修改后，全俄苏维埃代表大会被采用直接选举制的俄罗斯苏维埃联邦社会主义共和国最高苏维埃取代。

## 起源
第一批苏维埃出现在1905年俄国革命中。在被大规模罢工行动所占领的城市中，工人建立了名为苏维埃的委员会。各企业参加罢工的工人选举出代表，在这个委员会中协调整个城市工人的联合行动。一开始，这些委员在不同的地方有不同的名称，如“工人代表苏维埃”、“代表会议”、“选举产生的委员会”等。到了1905年10月，各委员会普遍开始使用“工人代表苏维埃”的名称。此后，各地又出现了工人、水兵与士兵代表苏维埃、工人与农民代表苏维埃、农民代表苏维埃等。
苏维埃是一种群众性的政治组织。它的出现出乎各个社会主义政党的意料，但它们很快就开始派出各自的代表来参与选举。 孟什维克和社会革命党认为苏维埃是罢工委员会或自治的地方政权，而布尔什维克则认为它们是革命专政的机关。列宁在1905年指出，在政治关系上，应该把工人代表苏维埃看作是革命临时政府的核心或萌芽。1905年革命失败后，这些苏维埃均以解散告终。
苏维埃在1917年的二月革命中被重新建立起来。列宁在《四月提纲》中提出了著名的口号“一切权力归苏维埃！”列宁认为，二月革命后，资产阶级政权（临时政府）和革命群众的政权（苏维埃）交织在一起，形成了特殊的“双重政权”状态。但其他所有政党都正在准备全俄立宪会议的选举，因此他们认为苏维埃也仅仅是一个临时性的公共组织，不存在双重政权。
俄国内战之后，随着苏维埃的布尔什维克化，俄国建立了共产党—苏维埃政权的制度，这一制度一直持续到1988年修宪为止。在这个制度中，共产党的一党专政被苏维埃明面上的民主所掩盖，因此苏俄正式的政治制度仍然被称为苏维埃政权。

## 主要会议

### 协商会议
全俄工人与士兵代表苏维埃协商会议（1917年4月11日-16日）在二月革命后的彼得格勒召开。139个地方苏维埃、13个军后区卫戍区、7个正规军和26个独立前线委员会的480名代表参加了会议。
会议的议程有：
- 对战争的态度
- 对临时政府的态度
- 组织上的问题
- 革命力量的组织
- 立宪会议的筹备工作
- 粮食问题
- 土地问题
- 农民生活问题
- 工人问题
- 其他

代表中多数是孟什维克和社会革命党党员。布尔什维克就议程中存在的关键问题提出了自己的决议草案。孟什维克—社会革命党组成的彼得格勒苏维埃执行委员会提出了关于防御战争的议题，随后会议批准了临时政府在3月28日提出的关于战争的宣言，这项决议和整个会议所持的进步主义立场格格不入。
在孟什维克—社会革命党提出的议案中增加了关于利用革命民主来对临时政府及其地方当局施加“控制和影响”的内容后，列夫·加米涅夫所代表的布尔什维克代表团对该决议投了赞成票，并把自己的决议草案撤回。布尔什维克后来认为这种做法是一个错误。
会议还认为，有必要从立法上确立八小时工作制，但并没有号召工人立即用革命手段争取。在农民和土地的问题上，会议决定在立宪会议中支持无偿转让所有私有土地并将其转让给劳动人民，但反對“在地方層面任意地解決土地問題”，因此土地在事實上還留在地主手中。
1917年4月16日，会议选举出10名州代表和6名陆军与海军代表进入彼得格勒苏维埃执行委员会，以这种方式把它变成了全国苏维埃的中央权力机构，直至第一次全俄工人和士兵代表苏维埃代表大会召开。4月17日，弗拉基米尔·列宁作了关于战争和革命的报告，其中包括了《四月提纲》。随后，他又在布尔什维克—孟什维克联席会议上重复了这份报告。

### 第一次代表大会
第一次全俄工人与士兵代表苏维埃代表大会（1917年6月16日-7月7日）由全俄工兵苏维埃协商会议召开。这次代表大会由亲临时政府的党派（社会革命党等）主导，确认了临时政府的最高统治机关地位。
总共有1090名代表参加了会议，其中822名有投票权，他们代表了工人苏维埃、士兵苏维埃和农民苏维埃共305个，以及地区苏维埃、省苏维埃和县苏维埃共53个。各个主要党派的代表数量为：社会革命党人285人，孟什维克248人，布尔什维克105人，孟什维克国际派32人。只有选民数量超过25000人的地方苏维埃所选出的代表才有投票权，选民数量为10000-25000人的地方苏维埃所选出的代表则被要求代表他所在的苏维埃发言。

### 第二次代表大会
第二次全俄苏维埃代表大会中各党派代表占比（估算）
第二次全俄工人与士兵代表苏维埃代表大会（1917年11月7日-11月9日）在十月革命发动的同一天由布尔什维克召开。参加会议的有318个地方苏维埃选举出的649名代表，其中布尔什维克390名，左翼社会革命党约100名，社会革命党其他派系约60名，孟什维克72名，社会民主工党国际派14名，孟什维克国际派6名，其他党派7名。
在会议的第一天，社会革命党由于对待十月革命的意见分歧而分裂成了两派——左翼社会革命党和右翼社会革命党。随后，孟什维克代表团和右翼社会革命党代表团宣布退出会议，以抗议临时政府被推翻。剩余的505名代表投票赞成把国家权力移交给苏维埃。
会议选举产生了常务机关全俄中央执行委员会和行政机关人民委员会。列宁被任命为人民委员会主席，成为政府首脑。在开幕仪式上，列宁发表讲话说：“苏维埃政府将向与俄国交战的各民族提出立即实现民主与和平，并且立即在各条战线上停止战争”。接着，列宁宣读了《土地法令》与《和平法令》的内容。
会议还决定将全俄工兵代表苏维埃与全俄农民代表苏维埃合并为全俄工人、士兵与农民代表苏维埃，但这项决议遭到全俄农民代表苏维埃的一些代表反对。

### 第三次代表大会
1918年1月18日召开的全俄农民代表大会上，布尔什维克党与左派社会革命党达成组织联合政府的协议，1月26日全俄农民苏维埃并入了全俄工兵苏维埃。第三次全俄工人、士兵与农民代表苏维埃代表大会（1918年1月23日-1月31日）有317个来自工人苏维埃、士兵苏维埃和农民苏维埃的代表出席，另有110名来自军队、兵团和军事部门委员会的代表。在707名代表中，布尔什维克占了441名。1月13日，即会议第四天，更多参加了第三次全俄农民代表苏维埃代表大会的代表也出席了这次会议。最后，共有1587名代表参与了会议。
不列颠社会党、美国社会党，以及瑞士、罗马尼亚、瑞典与挪威的社会民主党发来了声援电文。
会议主席团由10名布尔什维克党员和3名左翼社会革命党党员组成，其他党派（右翼社会革命党、孟什维克等）也各有一名代表在内。
1918年1月19日，立宪会议被全俄中央执行委员会解散。
在俄国立宪会议解散后不久，全俄苏维埃代表大会决定从苏维埃政权的所有法令与法律中删除全部关于召开制宪会议的内容。
会议收到了：
- 雅科夫·斯维尔德洛夫关于全俄中央执行委员会活动的报告；
- 弗拉基米尔·列宁关于人民委员会议活动的报告；
- 约瑟夫·斯大林的民族人民委员会关于联邦制原则与新兴苏维埃国家民族政策的报告。这份民族政策取得了会议的同意。

孟什维克、右翼社会革命党和孟什维克国际派在这次会议上表示他们反对布尔什维克的国内与外交政策。
会议通过了奠定苏俄宪法基础的《被剥削劳动人民权利宣言》，并同意在俄罗斯人民自愿联合的基础上建立俄罗斯苏维埃联邦社会主义共和国。会议还批准了《土地法令》，制定了土地再分配和国有化的基本法令。
左派社会革命党担任了政府中的农业人民委员、司法人民委员、邮电人民委员等职务。

### 第四次代表大会
第四次全俄罗斯苏维埃特别代表大会（1918年3月14日-16日）期间，《布列斯特-立陶夫斯克条约》获得批准。这使布尔什维克和左翼社会革命党之间产生争执，后者反对签署条约，其人民委员退出政府以示抗议。

### 第五次代表大会
第五次全俄工人、农民、士兵与红军代表苏维埃代表大会于1918年7月4日-10日召开。一项“将公民身份与兵役联系起来，并要求所有18至40岁健康男性挺身而出”并在俄国内战中为红军而战的法令得到通过。
此次大会共有代表1132人，其中布尔什维克745人，左翼社会革命党352人。左翼社会革命党对镇压敌对政党、死刑和主要是《布列斯特条约》的签署提出反对。此次大会期间爆发左翼社会革命党起义。对起义的镇压标志着左翼社会革命党在苏维埃代表大会的参与的终结。

### 第六次代表大会
第六次全俄工人、农民、哥萨克与红军代表苏维埃特别代表大会于1918年11月6日-9日召开。

### 第七次代表大会
第七次全俄工人、农民、哥萨克与红军代表苏维埃代表大会于1919年12月5日-9日召开。
会议收到了：
- 关于苏维埃俄国外交政策的报告；
- 列夫·托洛茨基关于俄国内战中苏维埃俄国军事建设和战线的报告。[27][28]

### 第八次代表大会
第八次全俄工人、农民、红军与哥萨克代表苏维埃代表大会于1920年12月22日-29日召开。在这次大会上，格列布·克尔日扎诺夫斯基提交了他关于俄罗斯国家电气化委员会计划的报告。这是第一个重点关注俄罗斯工业电气化的经济计划。列宁在随后举行的布尔什维克代表团初步联席会议上批评了托洛茨基的小册子《工会的作用和任务》。大会还设立了播种委员会（posevkomy）。

### 第九次代表大会
第九次全俄罗斯苏维埃代表大会于1921年12月23日-28日召开。拥有投票权的代表共1991人。

### 第十次代表大会
第十次全俄罗斯苏维埃代表大会于1922年12月23日-27日在莫斯科召开。出席代表共1727人，来宾488人。这488名来宾来自苏维埃乌克兰、苏维埃白俄罗斯和苏维埃外高加索。约瑟夫·斯大林宣布苏维埃俄国与这三个苏维埃国家组成苏维埃社会主义共和国联盟。斯大林在会上的报告的结语说：“同志们，我们希望我们联盟共和国的成立将竖立起反对国际资本主义的可靠支柱，希望新的联盟国家在把全世界的劳动者联合到世界苏维埃社会主义共和国里去的道路上，将成为新的有决定意义的一步。”

### 第十一次代表大会
第十一次全俄罗斯代表大会于1924年1月19日-29日在莫斯科召开。出席代表共1637人，有投票权的1143人。

### 第十二次代表大会
第十二次全俄罗斯代表大会于1925年5月7日-16日在莫斯科召开。出席代表共1634人，有投票权的1084人。

## 名称演变
- 全俄工人与士兵代表苏维埃代表大会（1917年4月—1917年11月）
- 全俄工人、士兵与农民代表苏维埃代表大会（1918年1月—1918年3月）
- 全俄工人、农民、士兵与红军代表苏维埃代表大会（1918年7月）
- 全俄工人、农民、哥萨克与红军代表苏维埃代表大会（1918年11月—1919年11月）
- 全俄工人、农民、红军与哥萨克代表苏维埃代表大会（1920年11月）
- 全俄苏维埃代表大会（1921年11月—1936年）